# Iodoetan
Iodoetanul, cunoscut și sub denumirea de iodură de etil, este un compus organic cu formula C2H5I. Este un lichid incolor.

## Obținere
Iodoetanul poate fi obținut în laborator prin reacția dintre alcoolul etilic și iod în prezența fosforului:
{\displaystyle \mathrm {3\ C_{2}H_{5}OH+PI_{3}\rightarrow 3\ C_{2}H_{5}I+H_{3}PO_{3}} }